# Jozef Kubica
Jozef Kubica (* 10. ledna 1955) je bývalý slovenský fotbalista, záložník. Po skončení aktivní kariéry trénuje v nižších soutěžích.

## Fotbalová kariéra
V československé lize hrál za Duklu Banská Bystrica a ZŤS Petržalka. Nastoupil v 88 utkáních, odehrál 6.266 minut a dal 7 gólů. S Duklou Banská Bystrica vyhrál v roce 1981 Slovenský pohár. V nižších soutěžích hrál i za BZVIL Ružomberok.

## Ligová bilance
| Ročník                                      | Zápasy | Góly | Minuty | Klub                           |
| ------------------------------------------- | ------ | ---- | ------ | ------------------------------ |
| 1. československá fotbalová liga 1978/79    | 12     | 3    | 1.035  | TJ ASVŠ Dukla Banská Bystrica  |
| 1. československá fotbalová liga 1979/80    | 21     | 1    | 1.059  | TJ ASVŠ Dukla Banská Bystrica  |
| 1. československá fotbalová liga 1980/81    | 18     | 2    | 1.431  | TJ ASVŠ Dukla Banská Bystrica  |
| 1. československá fotbalová liga 1981/82    | 9      | 0    | 617    | TJ ASVŠ Dukla Banská Bystrica  |
| 1. slovenská národní fotbalová liga 1981/82 | 7      | 1    | -      | BZVIL Ružomberok               |
| 1. slovenská národní fotbalová liga 1982/83 | 26     | 2    | -      | TJ ZŤS Petržalka               |
| 1. slovenská národní fotbalová liga 1983/84 | 30     | 3    | -      | TJ ZŤS Petržalka               |
| 1. československá fotbalová liga 1984/85    | 28     | 1    | 2.124  | TJ ZŤS Petržalka               |
| 1. slovenská národní fotbalová liga 1985/86 | 27     | 4    | -      | TJ ZŤS Petržalka               |
| 1. slovenská národní fotbalová liga 1986/87 | 23     | 2    | -      | Inter ZŤS Bratislava-Petržalka |
| CELKEM 1. liga                              | 88     | 7    | 6.266  |                                |